# تفرع (علم النبات)

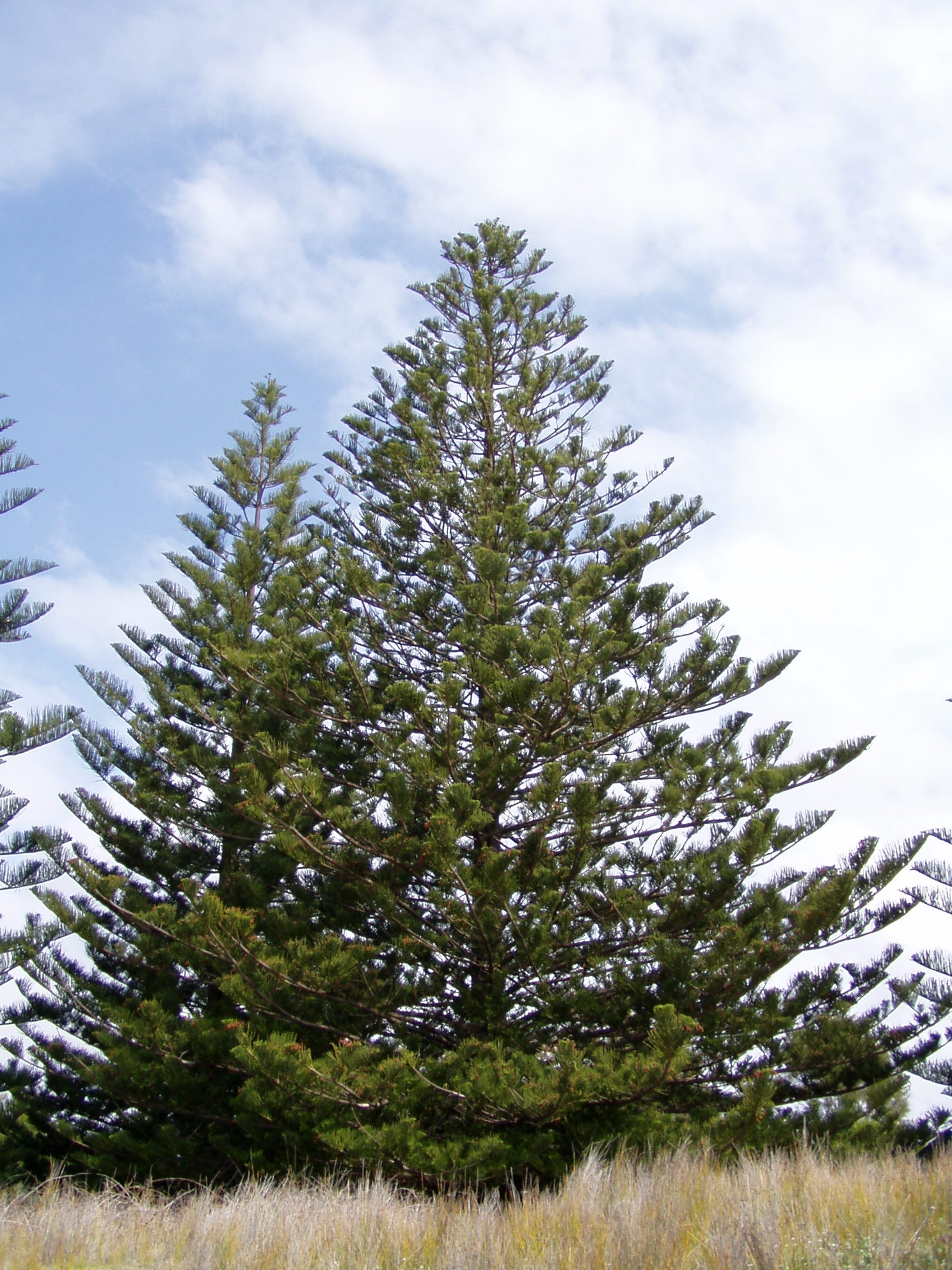

التفرع في علم النبات هو انقسام جذع وأطراف النبات إلى أجزاء أصغر ، أي الجذع إلى الفروع ، والفروع إلى الفروع الأصغر بشكل متزايد ، إلخ. يحفز البستانيون عملية التشعب من خلال التقليم ، مما يجعل الأشجار والشجيرات والنباتات الأخرى كثيفة.
تساعد العقد الداخلية القصيرة (جزء الجذع بين العقد ، أي المناطق التي تنتج فيها الأوراق) على زيادة التفرع في تلك النباتات التي تشكل فروعًا في هذه العقد.  تقلل العقد الداخلية الطويلة (التي قد تكون نتيجة الإفراط في الري ، أو الإفراط في استخدام الأسمدة ، أو «طفرة النمو» الموسمية) من قدرة البستاني على إحداث تفرع في النبات.
تعد درجة عالية من التفرع ضرورية لتشذيب الشجيرات لأنها تمكن فنان التشذيب  من نحت شجيرة أو عمل سياج نباتي بسطح مستوٍ.  يعتبر التفرع ضروريًا أيضًا لممارسي فن البونساي لأنه يساعد في إعادة تكوين شكل شجرة كاملة الحجم  كشجرة صغيرة تنمو في وعاء.
تؤدي ممارسات التقليم والتنسيغ إلى التفرع عن طريق إزالة معظم كتلة الشجرة فوق الجذر.  يؤدي تقليم أشجار الفاكهة إلى زيادة محصول البساتين عن طريق إحداث تفرع وبالتالي إنشاء العديد من الفروع القوية والمثمرة بدلاً من عدد قليل من الفروع الأقل خصوبة.